# スーパー・ロボット・モンキー・チーム・ハイパーフォース GO!
『スーパー・ロボット・モンキー・チーム・ハイパーフォース GO!』（スーパー・ロボット・モンキー・チーム・ハイパーフォース ゴー!、原題：Super Robot Monkey Team Hyperforce Go!、略称：SRMTHFG）は日本ーアメリカ合衆国のテレビアニメシリーズ。全52話。日本では、2005年12月2日にトゥーン・ディズニー（JETIX）で放送され、後に2021年10月27日にDisney+（「スター」ブランド）で配信された。
ティーン・タイタンズでディレクターを務めたCiro Nieli（シロ・ニエリ）と日本のアンサー・スタジオ が制作し2004年から放映された。主題歌はPOLYSICSが担当した。
物語は、架空の惑星シュガズームを舞台に5体のサル型ロボットと1人の人間の少年高木イチローが自分達の星を守ったり宇宙に潜む悪と戦い、冒険する内容である。『スター・トレック』シリーズや『スター・ウォーズ』シリーズ、スーパー戦隊シリーズや日本のアニメ、カルト映画などから影響を受けており、たとえば、『仮面の村の謎』（原題：Season of the Skull）という回は1970年代のスリラー映画『ウィッカーマン』のパロディーである。

## ストーリー
ある日、科学が大好きな天才少年の高木イチローはシュガズームシティのはずれに置き去りされた古い巨大なロボットを発見した。中に入ってスイッチを入れると、モンキーパワーというハイパーパワーを手に入れた。クールな副司令官アンタウリ、陽気なナルシストのスパークス、知的科学者ギブソン、キュートな格闘家の女の子ノヴァ、やんちゃな発明家オットーというロボットモンキーが目覚め、チロは彼らのリーダーになった。
モンキーチームの任務はシュガズームシティをスケルトン・キングから守ること。

## 登場人物

### モンキーチームおよびその仲間
高木イチロー（たかぎ いちろう）/ チロ
声 - 松本梨香/英 - グレッグ・サイプス
主人公。スーパー･ロボットを発見し、モンキーチームを目覚めさせた科学好きの少年にして、チーム内で唯一の人間。変身前は白いシャツに群青色のネクタイ、赤いジャケットに青いズボンの私服、変身後は白い衣装にオレンジ色のスカーフを巻いている。
裏切ったマンダリンに代わりモンキーチームのリーダーになった。自分しかモンキーの言葉を理解できないが、第2シーズン後半で周囲にもモンキーチームの言葉を聞くようになる。
気まぐれだが自分の恐怖に立ち向かい、困っている人を放って置けない正義感の強い性格。一人称は「僕」。
本編開始時は13歳だったが、第1シーズン途中で14歳の誕生日を迎えた。ヒーロー番組とビデオゲームが好き。
武器は格闘技とモンキーパワー。
操縦するスーパーロボットのパーツは胴体のトルソータンクドライバー1。
技
サンダーパンチ
ライトニングキック
チロ・スピアロー
モンキー・フー
アンタウリ
声 - 中村秀利/英 - ケビン・マイケル・リチャードソン
チームの副司令官を勤めるロボットモンキー。ボディーカラーは当初は黒色だったが、第3シーズンからは銀色に変わった。
クールで厳格な性格だが、甘党で仲間想い。
誰よりもチロを選ばれた人間だと信じてる。
よく瞑想をする。一人称は「私」、「俺」。
武器は超能力と手から変形するゴーストハンド、後の第3・4シーズンで全身(最大限までモンキーパワーを使うと自分もダメージを受ける)。
操縦するスーパーロボットのパーツは頭のブレインスクランブラー2。
技
クローディスラプター
フィズアンドデイン
モンキーマインドスクリーム
ゴーストペンモード
ギブソン
声 - 星野充昭/英 - トム・ケニー
青いロボットモンキー。
冷静で真面目な論理主義者だが、どこか抜けている。一人称は「僕」。
武器は手から変形するドリルハンド。
Mr.ハル・ギブソンとも名乗る。科学に詳しい。興味深いものを発見すると、すぐに長々と抗議をしてしまう。虫やカエル、特にネズミが苦手。スパークスとはよく喧嘩をする犬猿の仲。
操縦するスーパーロボットのパーツは左手のフィストロケット4。
技
レーザーラッシュドリル
サイバーバックドリル吸盤
バイオスタティックエナジーアンプリフィケーションダーツ(スピンショッカー)
ノヴァ
声 - 本名陽子/英 - カリ・ウォールグレン
黄色いロボットモンキー。
お転婆で世話焼きなしっかり者。ぬいぐるみなどの可愛いものが好き。一人称は「私」。
格闘技が得意なロボットモンキーの紅一点。スパークスに想いを寄せている。
武器は大きなグローブハンドと体内の熱(過去にマンダリンのトレーニングで事件発生した為、制御するために伏せている)。寒いところが苦手。
操縦するスーパーロボットのパーツは右足のフットクラッシャークルーザー6。
4シーズンのクライマックスでは、スパークスを愛してると必死の叫びと自分の涙と仲間のモンキーパワーで救った後、キスをした。
技
レディトーマホーク
ブームブームウェイクアップ
ナックルダスター
フレイムフィストフューリー
オットー
声 - 天田益男/英 - クランシー・ブラウン
緑色のロボットモンキー。
天然でやんちゃ盛りだが、心優しいムードメーカー。寝ることと食べることが好き。一人称は「俺」。
メカニックに詳しい。小動物と仲良し。
武器は手から変形する緑のカッターソード。
操縦するスーパーロボットのパーツは左足のフットクラッシャークルーザー5。
技
ウィーリングデストラクトソー
サイコチョッピングドュームスピン
レーザーチャリオット
スパークス
声 - 落合弘治/英 - コリー・フェルドマン
赤いロボットモンキー。
本名はSPRX-77。熱血漢でナルシスト、勘が鋭い性格。一人称は「俺」。
武器は手から変形するマグネットハンド(本人曰く、美しい手)。
機械の操縦が得意で、かなりプレイボーイ(でも実は、ノヴァのことが好き)。夢はパイロットになること。
操縦するスーパーロボットのパーツは右手のフィストロケット3。
4シーズンでは、憎しみの炎によって悪の心に染まって冷血な性格になってしまい、スケルトン・キングを復活させる協力をしてしまう。しかし、ノヴァの涙の説得と仲間のモンキーパワーによって正気に戻り、ノヴァにキスされた。
技
マグナボールブレイザー
マグナティングラーブラスト
ジャイロロール
ジンメイ
声 - ゆりん/英 - アシュレー・ジョンソン
アンドロイドの少女。最初は自分の正体を知らずにスケルトン・キングに利用されたが、チロ達に助けられる。のちにチロのガールフレンド兼モンキーチームの名誉メンバーとなった。
お茶目で心優しい性格。一人称は「私」。

### 敵
スケルトン・キング
声 - 大塚明夫/英 - マーク・ハミル
チロとモンキーチームの宿敵。
冷酷無慈悲で極悪非道。宇宙を支配しようと企む。
ガイコツマン
スケルトン・キングの下っ端。数は複数いる。
マンダリン
声 - 斎藤志郎/英 - ジェームズ・ホン
元モンキーチームのリーダーだが、スケルトン・キングの元へ悪の道に走る。ボディカラーはオレンジ。
アンタウリ以上に厳格な性格だが、以前は正義感が強く心清らかだったが、ある日突然、支配をする道に足を踏み入れてしまう。その理由は不明。
姿は年老いた猿だが、以前はモンキーチームと変わらない姿だった。
シーズン2では、失敗に終わりスケルトン・キングに自身の代わりのクローンに入れ替わりさせられ、用済みにされた。
サッコ
声 - /英 -
ジンメイのペットである桃色の猿。
しかしその正体はスケルトン・キングの手先であり、ジンメイのお目付け役として暗躍していた。
その後は巨大ロボットに改造された彼女に乗り込み破壊の限りを尽くすが、
モンキーチームの活躍によってコクピットを破壊されてジンメイが無力化されたことでやむを得ず逃走。
スケルトン・キングの元に戻ったは即座に用済みとなり、
彼の配下のロボットに何処かへ連れていかれる。
スクラッパートン
声 - /英 -
機会をコレクションをしている人造人間。
ヴェリーナ
声/英 - ヒンデン・ウォルチ
第3・4シーズンに登場した魔女。
マスター・ザン
声 - チョー/英 -
アンタウリの師匠。
代将・ゲーム・マスター
声 - 梁田清之/英 - アーサー・バーグハート

### メカニック
スーパー・ロボット
チロが発見した巨大ロボ。モンキーチームの主力兵器でチームで協力して操縦する。
元々は戦闘ロボット開発プロジェクト「プロミティアス計画」で製造された「プロミティアス1号機」であり、この他にも複数存在する。

### その他
サンライダーズ
3人のヒーロー。第1シーズンでは、スケルトンキングに手先にされてしまったためチロをはじめとしたファンに失望されてガタ落ちだったが、第2シーズンでは手先から改心して人気を取り戻した。
マエゾノ教授
声/英 -ディー・ブラッドリー・ベイカー
スーパー・ロボットの発明者。現在は脳だけで生存している。
シンギィ（Thingy）
声 - フランク・ウェルカー
未知の惑星に住む人懐っこい毛玉の生物。普段は小さい毛玉だが、巨大化することが可能。なお、唾液はウィルスに防ぐ免疫が含まれていて、毛は食べることができる。

## スタッフ
- 原作・総監督 - シロ・ニエリ
- 制作総指揮 - シロ・ニエリ、ヘンリーギルロイ（シーズン1・2）、ランドルフ・ハード（シーズン4）
- ストーリーエディター - ケヴィン・ホップス（シーズン1・2） / ヘンリー・ギルロイ、ランドルフ・ハード（シーズン3） / ブランドン・オーマン（シーズン4）
- アートディレクター - リン・ネイラー
- キャラクターデザイン - クリス・ミッチェル
- キャラクターデザイン・クリンナップ - ロバート・"レイザーシャープ"・ラッコ
- 総作画監督・レイアウトディレクター - 竹内一義
- 音楽 - セバスチャン・エヴァンス
- 音響監督 - ジュリー・モルガヴィ
- ラインプロデューサー - ジョン・I・カリロ
- アソシエイトプロデューサー - 松平高明
- 制作 - ディズニー・テレビジョン・アニメーション[4]
- アニメーション制作 - アンサー・スタジオ
- 製作著作 - ディズニー・エンタープライズ
- 日本語版演出 - 向山宏志

## 主題歌
作詞・作曲 - アンディ・スターマー、ブリジット・スターマー / 歌 - POLYSICS

## サブタイトル
| 話数      | サブタイトル 原題                                                         | 脚本                                    | 絵コンテ                                                                                         | ディレクター                | 演出 | 作画監督 | 放送日 （日）  |
| シーズン1 | シーズン1                                                                 | シーズン1                               | シーズン1                                                                                        | シーズン1                   | シーズン1 | シーズン1 | シーズン1      |
| --------- | ------------------------------------------------------------------------- | --------------------------------------- | ------------------------------------------------------------------------------------------------ | --------------------------- | --- | --- | -------------- |
| 1         | チロの彼女 Chiro's Girl                                                   | ヘンリー・ギルロイ                      | アラン・ワン 前園文夫                                                                            | シロ・ニエリ 前園文夫       | - | 鹿島功光 | 2005年 12月2日 |
| 2         | 地底の罠 Depths of Fear                                                   | ロブ・ホージー                          | 竹内一義                                                                                         | シロ・ニエリ 前園文夫       | - | 立中順平 | 12月4日        |
| 3         | 生きてる惑星Q Planetoid Q                                                 | ケヴィン・ホップス                      | 西村貴世 鹿島功光                                                                                | シロ・ニエリ 前園文夫       | - | 鈴木信一 | 12月6日        |
| 4         | 機械じかけの伯爵 Magnetic Menace                                          | ケヴィン・キャンベル                    | 川又浩                                                                                           | シロ・ニエリ 前園文夫       | - | ファン・ジャンフェン | 12月7日        |
| 5         | 異空間のエレベーター Pit of Doom                                          | タッド・ストーンズ                      | 竹内一義 前園文夫                                                                                | シロ・ニエリ 前園文夫       | - | チェン・ウェイ・ウェン | 12月8日        |
| 6         | 操られたスーパーヒーロー The Sun Riders                                   | ヘンリー・ギルロイ バリー・ホーキンス   | 西村貴世                                                                                         | シロ・ニエリ 前園文夫       | - | 鈴木信一 | 12月9日        |
| 7         | 囚われたモンキーの秘密 Secret of the Sixth Monkey                         | ケヴィン・キャンベル                    | アラン・ワン 飯島正勝                                                                            | シロ・ニエリ 前園文夫       | シマムラダイスケ | 倉川英揚 鹿島功光 | 12月12日       |
| 8         | 内なる声を聞いたチロ The Lords of Soturix 7                               | ブランドン・オーマン                    | 前園文夫 竹内一義                                                                                | シロ・ニエリ 前園文夫       | ジャン・チェン | ラン・ヤン・ウ スー・ウェン・ウ リュウ・ジャン・フェン ミ・ジェ、ワン・ショウ                                                                           | 12月13日       |
| 9         | 合体怪獣をやっつけろ！ Flytor                                             | ブランドン・オーマン                    | 前園文夫 竹内一義                                                                                | シロ・ニエリ 前園文夫       | ダイ・フェン・ミン | ダイ・フェン・ミン | 12月14日       |
| 10        | 送り込まれたウィルス Thingy                                               | ジムン・マゴン ケヴィン・ホップス       | 西村貴世                                                                                         | シロ・ニエリ 前園文夫       | 三浦陽 | 立中順平 渡辺裕二 | 12月15日       |
| 11        | 未来はゴリラ天国？ Ape New World                                          | ケヴィン・キャンベル ケヴィン・ホップス | 上原秀明                                                                                         | シロ・ニエリ 前園文夫       | シマムラダイスケ | 竹内一義 | 12月16日       |
| 12        | 骨の砦の悪人たち（パート1） Hidden Fortress                               | バリー・ホーキンス                      | 亀井隆                                                                                           | シロ・ニエリ 前園文夫       | 鈴木信一 | - | 12月19日       |
| 13        | 骨の砦の悪人たち（パート2） Skeleton King                                 | ヘンリー・ギルロイ                      | 前園文夫                                                                                         | シロ・ニエリ 前園文夫       | 三浦陽 | 立中順平 渡辺裕二 | 12月20日       |
| シーズン2 |                                                                           |                                         |                                                                                                  |                             | | |                |
| 14        | チロになりたかった男 A Man Called Krinkle                                 | ブランドン・オーマン                    | 飯島正勝                                                                                         | シロ・ニエリ 前園文夫       | 三浦陽 | 立中順平 渡辺裕二 | 12月21日       |
| 15        | ピエロは笑わない Circus of Ooze                                           | グレッグ・ワイズマン                    | 亀井隆                                                                                           | シロ・ニエリ 前園文夫       | レン・ケン・ホン | チェン・バオ・ガン | 12月22日       |
| 16        | 夢の中の錬金術師 In the Grip of Evil                                      | ブランドン・オーマン                    | 西村貴世 アラン・ワン                                                                            | シロ・ニエリ 前園文夫       | 鈴木信一 | - | 12月23日       |
| 17        | 巨大帝国の悪だくみ World of Giants                                        | ケヴィン･ホップス トム・ハート          | 西村貴世                                                                                         | シロ・ニエリ 前園文夫       | 山口武志 | 鹿島功光 倉川英揚 杉山正樹 | 12月26日       |
| 18        | 生きていたサンライダース The Sun Riders Return                            | バリー・ホーキンス                      | 亀井隆                                                                                           | シロ・ニエリ 前園文夫       | 三浦陽 | 立中順平 渡辺裕二 | 12月27日       |
| 19        | コピーされたチロ Versus Chiro                                             | ブランドン・オーマン                    | 西村貴世                                                                                         | シロ・ニエリ 前園文夫       | シマムラダイスケ | 竹内一義 鹿島功光 倉川英揚 杉山正樹 | 12月28日       |
| 20        | スーパー・ロボット・モンキー・ゾンビ！？ Shadow Over Shuggazoom           | ヘンリー・ギルロイ ケヴィン・ホップス   | 前園文夫                                                                                         | シロ・ニエリ 前園文夫       | 鈴木信一 | 立中順平 | 12月29日       |
| 21        | やめられない「お肉」 Wonder Fun Meat World                                | ブランドン・オーマン                    | 前園文夫 三浦陽                                                                                  | シロ・ニエリ 前園文夫       | 辻大輔 | 竹内一義 鹿島功光 倉川英揚 杉山正樹 | 12月30日       |
| 22        | よみがえる骨の砦 Hunt for the Citadel of Bone                             | グレッグ・ワイズマン                    | 亀井隆 前園文夫                                                                                  | シロ・ニエリ 前園文夫       | シマムラダイスケ | 竹内一義 鹿島功光 倉川英揚 杉山正樹 | 2006年 1月2日  |
| 23        | シティは凍結地獄 Snowbound                                                | ブランドン・オーマン ヘンリー・ギルロイ | 鈴木信一                                                                                         | シロ・ニエリ 前園文夫       | 鈴木信一 | 和田恒 | 1月3日         |
| 24        | スケルトン・キングの刺客達 The Skeleton King Threat                       | ヘンリー・ギルロイ                      | アラン・ワン 前園文夫 飯島正勝 竹内一義 上原秀明 西村貴世 亀井隆 鹿島功光 三浦陽 川又浩 鈴木信一 | シロ・ニエリ 前園文夫       | 前園文夫 辻大輔 鈴木信一 三浦陽 シマムラダイスケ 山口武志 ダイ・フェン・ミン ファン・ジャン・フェン レン・ケン・ホン チェン・ウェイ・ウェン ジャン・チェン | ワン・ショウ 鈴木信一 渡辺裕二 鹿島功光 竹内一義 立中順平 倉川英揚 杉山正樹 スー・ウェン・ウ チェン・バオ・ガン リュウ・ジャン・フェン 和田恒、ミ・ジェ | 1月4日         |
| 25        | 裏切られた教え Antauri's Masters                                          | ブランドン・オーマン                    | アラン・ワン 前園文夫                                                                            | シロ・ニエリ 前園文夫       | 前園文夫 | 鈴木信一 | 1月5日         |
| 26        | モンキー・チームの絆よ永遠に I, Chiro                                     | ヘンリー・ギルロイ                      | 西村貴世 前園文夫 竹内一義                                                                       | シロ・ニエリ 前園文夫       | 三浦陽 | 立中順平 渡辺裕二 | 1月6日         |
| シーズン3 |                                                                           |                                         |                                                                                                  |                             | | |                |
| 27        | モンキー・チームよ再び（パート1） The Savage Lands: Part1                 | ヘンリー・ギルロイ                      | 前園文夫                                                                                         | シロ・ニエリ 前園文夫       | 鈴木信一 | 和田恒 | 4月7日         |
| 28        | モンキー・チームよ再び（パート2） The Savage Lands: Pert2                 | ブランドン・オーマン                    | 前園文夫                                                                                         | アラン・ワン 前園文夫       | 鈴木信一 | 辻佳宏、平岩拓郎 松本昌代、和田恒 | 4月7日         |
| 29        | さまようメカニカル生命体 A Ghost in the Machinder                         | ブランドン・オーマン                    | 大畑晃一                                                                                         | クリス・リカルディ 前園文夫 | 山口武志 | 鹿島功光 千葉源太 | 4月14日        |
| 30        | 仮面の村の謎 Season of the Skull                                          | ブランドン・オーマン                    | 前園文夫 三浦陽                                                                                  | シロ・ニエリ 前園文夫       | 鈴木信一 | 和田恒 | 4月21日        |
| 31        | 6人のサムライ The Stranded Seven                                          | マーク･ヘンリー                         | 大畑晃一                                                                                         | アラン・ワン 前園文夫       | 山口武志 | 鹿島功光 千葉源太 | 4月28日        |
| 32        | 女の子はトラブルのもと Girl Trouble                                       | マーク･ヘンリー                         | 前園文夫                                                                                         | クリス・リカルディ 前園文夫 | 鈴木信一 | - | 5月5日         |
| 33        | そっくりチーム現る！ Brothers in Arms                                     | ヘンリー・ギルロイ                      | 亀井隆                                                                                           | シロ･ニエリ 前園文夫        | 山口武志 | 鹿島功光 千葉源太 | 5月12日        |
| 34        | モンスター・ファイターになったチロ Monster Battle Club Now!               | ブランドン・オーマン                    | 大畑晃一                                                                                         | アラン・ワン 前園文夫       | 鈴木信一 | 和田恒 | 5月19日        |
| 35        | 危険なお願い Meet the Wigglenog                                           | ブランドン・オーマン                    | 前園文夫                                                                                         | クリス・リカルディ 前園文夫 | 菊地一仁 | 古瀬登 | 5月26日        |
| 36        | 悲しき箱男 Big Lug                                                        | ランドルフ・ハード                      | 西村貴世                                                                                         | シロ・ニエリ 前園文夫       | 山口武志 | 鹿島功光 千葉源太 | 6月2日         |
| 37        | スーパーロボット誕生の秘密 Prototype                                      | マーク・ヘンリー                        | 大畑晃一                                                                                         | アラン・ワン 前園文夫       | 鈴木信一 | 和田恒 | 2007年 1月28日 |
| 38        | ワームを爆破せよ Wormhole                                                 | バズ・ホーキンス                        | 前園文夫                                                                                         | クリス・リカルディ 前園文夫 | 鈴木信一 | 木下ゆうき | 1月28日        |
| 39        | 闇の者を消せ！ Belly of the Beast                                         | ブランドン・オーマン                    | 西村貴世                                                                                         | シロ・ニエリ 前園文夫       | 山口武志 | 鹿島功光 千葉源太 | 2月16日        |
| シーズン4 |                                                                           |                                         |                                                                                                  |                             | | |                |
| 40        | 究極のゲーム、ギャラクティック・スマッシュ！ Galactic Smash: Space Attack | リッチ・フォーゲル                      | 前園文夫                                                                                         | アラン・ワン 前園文夫       | 鈴木信一 | 和田恒 | 2月23日        |
| 41        | ゲーム帝国のゲーム・オーバー Galactic Smash: Game Over                    | マーク･ヘンリー                         | 大畑晃一                                                                                         | クリス・リカルディ 前園文夫 | 鈴木信一 | 木下ゆうき | 3月2日         |
| 42        | ヒーローになれなかった男の逆襲 Incident on Ranger 7                       | ブランドン・オーマン                    | 西村貴世                                                                                         | シロ・ニエリ 前園文夫       | 山口武志 | 鹿島功光 千葉源太 | 3月9日         |
| 43        | 幽霊に乗っ取られたシュガズーム Ghosts of Shuggazoom                       | ロバート・デヴィッド                    | 前園文夫                                                                                         | アラン･ワン 前園文夫        | 前園文夫 | 鈴木信一 | 3月16日        |
| 44        | 時を駆ける戦い Evil Ages                                                  | ランドルフ・ハード                      | 西村貴世                                                                                         | クリス・リカルディ 前園文夫 | 山口武志 | 鹿島功光 千葉源太 | 3月23日        |
| 45        | 隕石に乗ってきた虫 Invasion of the Vreen                                  | ブランドン・オーマン                    | 西村貴世                                                                                         | シロ・ニエリ 前園文夫       | 鈴木信一 | 木下ゆうき | 3月30日        |
| 46        | 今そこにある恐怖 Night of Fear                                            | バズ・ホーキンス                        | 前園文夫                                                                                         | アラン・ワン 前園文夫       | 前園文夫 | 鈴木信一 | 4月1日         |
| 47        | 海底の悪魔 Demon of the Deep                                              | マーク･ヘンリー                         | 杉山正樹                                                                                         | クリス・リカルディ 前園文夫 | 加藤顕 | 木下ゆうき | 4月8日         |
| 48        | スケルトンキング・ヘッドを奪え！ Secret Society                           | ロバート・デヴィッド                    | 前園文夫                                                                                         | アラン・ワン 前園文夫       | 山口武志 | 鹿島功光 千葉源太 | 4月15日        |
| 49        | よみがえったヒーロー Golden Age                                           | ブランドン・オーマン                    | 大畑晃一                                                                                         | シロ・ニエリ 前園文夫       | 前園文夫 | 鈴木信一 | 4月22日        |
| 50        | 改造されたジンメイ The Hills Have 5                                       | エリック・トゥルーハート                | 杉山正樹                                                                                         | クリス・リカルディ 前園文夫 | 加藤顕 | 木下ゆうき | 4月29日        |
| 51        | スケルトンキング復活の鍵 Object of Hate                                   | マーク･ヘンリー                         | 前園文夫                                                                                         | アラン・ワン 前園文夫       | 山口武志 | 鹿島功光 千葉源太 | 5月6日         |
| 52        | 闇の世界への最終戦争 Soul of Evil                                         | ブランドン・オーマン                    | 大畑晃一                                                                                         | シロ・ニエリ 前園文夫       | 前園文夫 | 鈴木信一 | 5月13日        |